# 瓦尔博讷
瓦尔博讷（法語：Valbonne，法語發音：[valbɔn]）是法国滨海阿尔卑斯省的一个市镇，位于该省中南部，属于格拉斯区。法国索菲亚科技园的主体部分位于该市镇境内东南部。同时，因瓦尔博讷地处地中海旅游区腹地，该市镇自20世纪70年代人口迅速上升，成为了这一地区的重要居住区。

## 地理
瓦尔博讷（43°38'29"N, 7°0'32"E）面积18.97 平方千米，位于法国普罗旺斯-阿尔卑斯-蓝色海岸大区滨海阿尔卑斯省，该省份为法国东南部沿海省份，南濒地中海，西南至瓦尔省，西北接上普罗旺斯阿尔卑斯省，北部和东部与意大利接壤。
与瓦尔博讷接壤的市镇（或旧市镇、城区）包括：昂蒂布、比奥特、格拉斯新堡、穆昂-萨尔图、穆然、奥皮奥、罗克福尔莱潘、瓦洛里斯、卢贝新城。

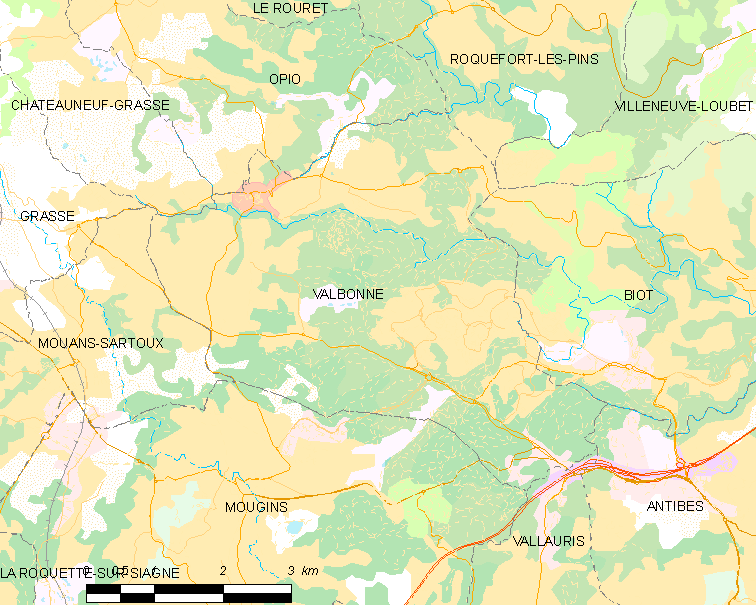
瓦尔博讷的OSM定位图

瓦尔博讷的时区为UTC+01:00、UTC+02:00（夏令时）。

## 行政
瓦尔博讷的邮政编码为06560，INSEE市镇编码为06152。

## 政治
瓦尔博讷所属的省级选区为瓦尔博讷县。

## 人口

1962-2008年间瓦尔博讷人口变化图示

瓦尔博讷于2022年1月1日时的人口数量为12389人。